# Carlos Alberto Parreira
Carlos Alberto Gomes Parreira (n. 27 februarie 1943, Rio de Janeiro) este un antrenor de fotbal brazilian. A condus în mai multe rânduri echipa națională a Braziliei alături de care a câștigat titlul mondial în 1994, Copa America în 2004 și Cupa Confederațiilor în 2005.